# Балтсудопроект
ЦКБ «Балтсудопроект» —  российское проектно-конструкторское бюро морского судостроения. В настоящее время является отделением ФГУП «ЦНИИ им. акад. А.Н.Крылова». Одно из старейших в отрасли, основано в 1925 году как центральная проектная организация по разработке гражданского флота страны, в настоящее время специализируется на проектировании и техническом сопровождении строительства судов, кораблей и плавсооружений различного класса и назначения. С момента основания в ЦКБ разработано порядка 200 проектов, по которым построено более 2600 судов общим водоизмещением более 11 млн тонн.

## История
В 1922 году на базе петроградских судостроительных заводов был создан «Судотрест», в который впоследствии вошло большинство судостроительных заводов страны. С целью реализации обширной программы торгового судостроения на 1925—1930 годы, принятой Советом Труда и Обороны СССР и предусматривающей создание более 200 морских судов 28 новых типов, «Судотрестом» было организовано Центральное техническое бюро (ЦТБ) на базе которого в 1925 году возникло Центральное конструкторское бюро морского судостроения (ЦБМС). 14 сентября 1925 года Главметалл и «Судотрест» утвердили ЦБМС как самостоятельную проектно-конструкторскую организацию.
На ЦБМС были возложены задачи централизации проектно-конструкторских работ по новым типам судов, сбор и обобщение мировой информации, выработка и развитие новых отраслевых стандартов, помимо этого велось проектирование судовых механизмов, арматуры, теплоэнергетических и паросиловых установок. Первым начальником бюро стал А. И. Маслов, ведущими инженерами К. И. Боханевич, Я. А. Копержинский, М. А. Ловягин, Л. М. Ногид, Е. С. Толоцкий, П. И. Халимович, П. И. Титов, В. М. Векслер и др. В сентябре 1925 г. в бюро работало около 100 сотрудников.
2 октября 1928 года ЦБМС было реорганизовано в Государственную контору по проектированию судов — «Судопроект» с прямым подчинением ВСНХ. С 1929 года в организацию вошли специалисты заводских КБ, численность персонала возросла до 600 человек.
В 1930—1931 годы в ЦКБ называлось «Судопроверфь», так как в него вошло бюро по проектированию верфей, которое впоследствии вновь выделилось в отдельную организацию. В 1934 году бюро начинает проектирование судов для ВМФ (сторожевой корабль «Ястреб» пр. 29). В 1937 году «Судопроект» меняет название на «Ленинградский проектный институт», затем на ЦКБ-32.
К 1941 году по проектам ЦКБ было построено более 250 судов, составивших ядро советского торгового флота и также значительную часть рыбопромыслового, технического и вспомогательного флотов.
В годы Великой Отечественной войны ЦКБ находилось в эвакуации в Сталинградской области а затем в Казани, объединившись с эвакуированным из Ленинграда ЦКБ-50. Основной тематикой работ была разработка, модернизация и сопровождение производства «москитного флота», а также переоборудование по требованиям военного времени гражданских судов.
В 1966 году бюро получило современное название ЦКБ «Балтсудопроект». В 1969 г. в «Балтсудопроект» из ЦКБ «Айсберг» перешло бюро буксирных судов. В 1970-80-е годы численность сотрудников достигала 1400 человек.
За успехи в работе в 1975 году, к 50-летию, ЦКБ было награждено орденом Трудового Красного Знамени, в 1985 г. орденом Октябрьской Революции.
В 1990-годы, в связи с уменьшением загрузки, в бюро произошло сокращение численности персонала.
В 1999 году ЦКБ вошло в ГУП «ЦНИИ им. академика А. Н. Крылова» на правах филиала а в 2008 г. было преобразовано в его отделение. На начало 2017 г. штат ЦКБ насчитывает около 170 сотрудников.

## Проекты
| Год               | Номер проекта | Тип судна                                          | Главный конструктор           | Технические данные      | Построено (шт.)              | Примечания                                                                                               |
| ----------------- | ------------- | -------------------------------------------------- | ----------------------------- | ----------------------- | ---------------------------- | --- |
| 1928              | -             | Траулер «Одесский Горсовет»                        | Л.М. Ногид                    | в/и 1107 т.             | 37                           | - |
| 1929              | -             | Грузопассажирское судно «Абхазия»                  | -                             | дедвейт 1640 т.         | нет данных                   | - |
| 1929              | -             | Грузопассажирское судно «Анадырь»                  | -                             | дедвейт 3620 т.         | 10                           | - |
| 1929              | -             | Грузопассажирское судно «Карелия»                  | -                             | дедвейт 355 т.          | 3                            | - |
| 1929              | -             | Танкер «Баку»                                      | -                             | дедвейт 2300 т.         | 3                            | - |
| 1930              | -             | Сухогруз «Макс Гельц»                              | -                             | дедвейт 5420 т.         | 4                            | - |
| 1931              | -             | Лесовоз «Волголес»                                 | -                             | дедвейт 5500 т.         | 10                           | - |
| 1931              | -             | Рефрижератор «Тегеран»                             | Е.С. Толоцкий                 | -                       | 2                            | - |
| 1932              | -             | Грузопассажирские суда «Дагестан» и «Туркменистан» | -                             | дедвейт 900-960 т.      | 4                            | - |
| 1932              | -             | Сухогруз «КИМ»                                     | -                             | дедвейт 7540 т.         | 4                            | Дальнейшее развитие проекта «Макс Гельц»                                                                 |
| 1935              | -             | Сухогруз «Куйбышев»                                | -                             | дедвейт 1750 т.         | 4                            | - |
| 1936              | -             | НИС «Океан»                                        | -                             | в/и 3650 т.             | 4                            | - |
| 1938              | 59            | Быстроходный тральщик                              | Л.М. Ногид                    | -                       | 2                            | Многие заложенные корабли были не достроены в связи с войной или переоборудованы по пр. 73К              |
| 1939              | 29            | Сторожевой корабль «Ястреб»                        | Я.А. Копержинский             | -                       | 6                            | Строились после войны                                                                                    |
| 1941-1945         | -             | Боевые катера различного назначения                | -                             | -                       | 620                          | - |
| 1941-1945         | 73К           | Тральщик «Федор Митрофанов»                        | К.П. Кириков                  | -                       | 15                           | Переоборудование недостроенных тральщиков пр.59. Вступили в строй после войны.                           |
| 1942              | 200           | Малый охотник                                      | Л.Л. Ермаш                    | водоизмещение 44 т.     | -                            | Имел модификации как охотник ОМ-200 и торпедный катер ТМ-200                                             |
| Послевоенные годы | 42            | Сторожевой корабль «Сокол»                         | Д.Д. Жуковский                | -                       | 8                            | Разработчики позднее выделились в отдельное КБ                                                           |
| Послевоенные годы | 564           | Сухогруз типа «Днепрогэс»                          | К.И. Боханевич                | дедвейт 7250 т.         | 6                            | - |
| 1948              | ПМ-2          | Буксир                                             | П.И. Халимович                | 500 л.с.                | более 200                    | Паровой буксир                                                                                           |
| 1949-1950         | 563           | Танкер типа «Казбек»                               | П.И. Халимович Н.Л. Кузьмичев | дедвейт 11430 т.        | 70                           | Первые в стране суда с цельносварным корпусом, составили ядро отечественного нефтеналивного флота        |
| Начало 1950-х     | 561           | Танкер «Водолей-8»                                 | А.Л. Кошевой                  | дедвейт 1000 т.         | 11                           | Водоналивной танкер для ВМФ                                                                              |
| Начало 1950-х     | 569           | Рефрижераторное судно «Актюбинск»                  | К.И. Боханевич Н.Ф Щукин      | дедвейт 6040 т.         | 14                           | - |
| 1950-е            | 218           | Кабельное судно «Колар»                            | Я.А. Копержинский             | -                       | 2                            | - |
| Конец 1950-х      | 581           | Рефрижераторное судно «Севастополь»                | Н.Ф Щукин                     | дедвейт 4140 т.         | 6                            | Разработано на базе пр. 569 «Актюбинск»                                                                  |
| Конец 1950-х      | 310           | Плавбаза                                           | В.И. Могилевич С.Н. Шумилов   | в/и 7150 т.             | 7                            | - |
| 1955-1959         | 573           | Танкер типа «Пекин»                                | П.И. Халимович Н.Ф Щукин      | дедвейт 31000 т.        | 7                            | - |
| 1959              | 567           | Сухогруз «Ленинский комсомол»                      | К.И. Боханевич Ф.В. Сибирь    | дедвейт 16000 т.        | 25                           | Проектирование было закончено в ЦКБ-21 (Николаев)                                                        |
| Начало 1960-х     | 577           | Танкер «Терек»                                     | А.Л. Кошевой                  | дедвейт 3600 т.         | 9                            | Танкер снабжения ВМФ                                                                                     |
| Начало 1960-х     | 592           | Пассажирское судно «Киргизстан»                    | П.С. Возный С.А. Никитенков   | 250 пассажиров          | 9                            | Первое послевоенное пассажирское судно                                                                   |
| Начало 1960-х     | 580           | Лесовоз «Павлин Виноградов»                        | П.С. Возный                   | дедвейт 6400            | 6                            | Газотурбинная ЭУ                                                                                         |
| 1960...           | 1881          | Пассажирский лайнер                                | Д.Г. Соколов                  | 28 уз., 1100 пассажиров | 0                            | Лайнер длинной 205 м. с паротурбинной установкой 72 000 л.с. Проект был закрыт.                          |
| 1962              | 596           | Лесовоз «Вытегрлес»                                | П.С. Возный                   | дедвейт 6550            | 64                           | - |
| 1963              | 1522          | Танкер типа «София»                                | Н.Ф. Щукин Д.Г. Соколов       | дедвейт 50570 т.        | 23                           | - |
| 1960-е            | -             | Универсальный сухогруз «50-летие комсомола»        | С.А. Никитенков               | дедвейт 8230 т.         | 36                           | - |
| 1960-е            | 1559          | Танкер типа «Великий Октябрь»                      | Н.Л. Кузьмичев                | дедвейт 16300 т.        | 26                           | Из них 6 шт. построено для ВМФ как танкеры снабжения (пр. 1559В, тип «Борис Чиликин»)                    |
| 1960-е            | 1560          | Танкер типа «Никифор Рогов»                        | С.М. Стеркин                  | дедвейт 15300 т.        | 5                            | Разработан для перевозки Каспийской высокопарафиновой нефти                                              |
| 1960-е            | 1541          | Танкер «Кама»                                      | П.Ф. Ванюшкин                 | дедвейт 510т.           | 8                            | Танкер для специальных видов топлива. Для ВМФ.                                                           |
| 1960-е            | 1590П         | Лесовоз «Пионер Москвы»                            | В.А. Мацкевич                 | дедвейт 6190т.          | 52 с учётом однотипных судов | Стал базовым для близких проектов «Сестрорецк», «Капитан Сахаров», «Николай Жуков»                       |
| 1960-е            | 1590К         | Контейнеровоз «Сестрорецк»                         | В.А. Мацкевич                 | дедвейт 5690 т.         | см. «Пионер Москвы»          | Первый отечественный контейнеровоз                                                                       |
| 1960-е            | 15903         | Контейнеровоз «Капитан Сахаров»                    | В.М. Ванурин                  | дедвейт 5720 т.         | см. «Пионер Москвы»          | - |
| 1960-е            | 1586          | Универсальный сухогруз «Николай Жуков»             | В.М. Ванурин                  | дедвейт 7750 т.         | см. «Пионер Москвы»          | Высокая межпроектная унификация с пр. 1590П                                                              |
| 1966              | 1918          | НИС проект «Селена»                                | П.С. Возный                   | -                       | 4                            | Плавучий телеметрический комплекс обеспечения космических программ                                       |
| Конец 1960-х      | 1511          | Танкер типа «Крым»                                 | Н.Н. Родионов                 | дедвейт 150000 т.       | 6                            | Самое большое из построенных в стране судов                                                              |
| Конец 1960-х      | 1909          | НИС «Космонавт Юрий Гагарин»                       | Д.Г. Соколов                  | в/и 45000 т.            | 1                            | Крупнейшее судно в своем классе, флагман отечественного научно-исследовательского флота                  |
| Конец 1960-х      | 1375          | Рыбообрабатывающее судно «Днепр» («Еруслан»)       | Э.Г. Юсупов                   | длина 45,7 м            | 20                           | Ловля каспийской кильки при помощи электросвета и её переработка.                                        |
| Начало 1970-х     | 1452, 1453    | Буксир-спасатель «Барс»                            | П.С. Возный                   | 9000 л.с.               | 4+2                          | Проект 1452 строился для ВМФ, 1453 «Барс» для гражданского флота.                                        |
| 1971              | 1607          | «Иван Скуридин»                                    | Б.К. Сидоров                  | дедвейт 4600 т.         | 13                           | Первое отечественное судно типа «ро-ро»                                                                  |
| 1974              | 1454          | Буксир-спасатель «Напористый»                      | Е.С. Васильев                 | 3000 л.с.               | более 40                     | Дизель-электроход                                                                                        |
| 1974              | 1929          | НИС проект «Селена II»                             | Б.П. Ардашев                  | -                       | 4                            | Плавучий телеметрический комплекс обеспечения космических программ, новая серия                          |
| 1979              | 05360         | Поисково-спасательное тип «Михаил Рудницкий»       | П.С. Возный В.С. Титов        | -                       | 4                            | Судно-носитель глубоководных аппаратов для обследования затонувших объектов. На базе лесовоза пр. 1590М. |
| 1970-е            | 16073         | «Шестидесятилетие СССР»                            | Б.К. Сидоров                  | дедвейт 5500 т.         | 8                            | Судно типа «ро-ро», удлиненная модификация проекта «Иван Скуридин»                                       |
| 1978              | 12990         | Танкер типа «Победа»                               | В.М. Ванурин                  | дедвейт 68000 т.        | 17                           | Первый экологически чистый танкер с двойным дном и бортами                                               |
| 1980              | 10081         | Лихтеровоз «Севморпуть»                            | Н.Н. Родионов                 | дедвейт 33980 т.        | 1                            | Судно ледокольного типа с атомной энергетической установкой, проект не имеющий аналогов в своем классе   |
| 1975-1983         | 1914          | НИС типа «Маршал Неделин»                          | Д.Г. Соколов                  | -                       | 2                            | Суда обеспечения космических программ. Второе судно «Маршал Крылов»                                      |
| 1983              | 04983         | Буксир-кантовщик «Антон Мазин»                     | Е.С. Васильев                 | 1600 л.с.               | 86                           | Дальнейшее развитие буксира-кантовщика пр. 498 ЦКБ-370                                                   |
| 1988              | -             | НИС типа «Академик Николай Пилюгин»                | Б.П. Ардашев                  | в/и 16280 т.            | 1                            | Судно обеспечения космических программ                                                                   |
| 1989              | 16071         | Ролкер «С. Киров»                                  | В.А. Мацкевич                 | дедвейт 7070 т.         | нет данных                   | - |
| Начало 1990-х     | -             | Ролкер «Кронштадт»                                 | В.А. Мацкевич                 | дедвейт 13480 т.        | нет данных                   | - |
| Начало 1990-х     | 15750         | Лесовоз-пакетовоз «Капитан Лусь»                   | А.А. Виноградов               | дедвейт 4620 т.         | 5                            | - |
| 1990-е            | 17340         | Сухогруз «Амур»                                    | А.А. Виноградов               | дедвейт 5300 т.         | 2                            | - |
| 1993              | -             | Танкер-продуктовоз «Виктор Дубровский»             | Д.Г. Соколов                  | дедвейт 7000 т.         | нет данных                   | - |
| 2005              | 21900         | Ледокол типа «Москва»                              | -                             | 14300 т., 16,4 МВт      | 2                            | - |
| 2010              | 22590         | Плавучая буровая установка                         | -                             | 58600 т.                | 2                            | - |
| 2012              | 21900М        | Ледокол типа «Мурманск»                            | -                             | 14000 т., 17 МВт        | 3                            | На момент постройки самые мощные дизель-электрические ледоколы в мире[3].                                |
| 2010              | 22420         | Судно снабжения                                    | -                             | 58600 т.                | 2                            | - |
| 2010              | 22280         | Научно-экспедиционное судно                        | -                             | 133 м.                  | -                            | "Академик Трёшников" используется для антарктических экспедиций                                          |
| 2012              | Arc 124       | Портовый ледокол тип «Обь»                         | -                             | 12 МВт                  | строится                     | Инновационный движительный комплекс из 4-х винторулевых колонок                                          |
| 2012              | 23470         | Буксир дальней зоны «Сергей Балк»                  | -                             | -                       | строится                     | |